# Mala influencia
Mala influencia es el quinto álbum de estudio del cantante de reguetón Luigi 21 Plus. Fue publicado el 20 de noviembre de 2020 bajo su propio sello Bokisucio Music. Cuenta con las colaboraciones de J Balvin, Zion & Lennox, Farruko, entre otros.
El nombre del álbum hace referencia a sus problemas durante un concierto en Colombia donde consideraron al artista persona no grata por su alto contenido explícito en sus letras y debido a eso, el artista lanzó dicho álbum con el nombre Mala influencia.

## Lista de canciones
- Adaptados desde TIDAL.[8]

| N.º   | Título                                      | Duración |  |
| 1.    | «Bellakeo puro»                             | 2:50     |  |
| 2.    | «Tengo reserva» (con Jon Z)                 | 3:24     |  |
| 3.    | «Mala influencia» (con Farruko)             | 3:39     |  |
| 4.    | «Me dice que no»                            | 3:07     |  |
| 5.    | «Callejera» (con Zion & Lennox)             | 3:29     |  |
| 6.    | «Tate quieto» (con Tainy)                   | 2:17     |  |
| 7.    | «Mal de la mente»                           | 2:59     |  |
| 8.    | «Cuando toca, toca» (con Juhn)              | 4:09     |  |
| 9.    | «El malo era yo» (con Jory Boy y Darkiel)   | 3:30     |  |
| 10.   | «Desde cero» (con Pusho)                    | 3:12     |  |
| 11.   | «Soltería» (con Arcángel)                   | 3:15     |  |
| 12.   | «De eso se trata»                           | 2:57     |  |
| 13.   | «Siempre papi, nunca inpapi» (con J Balvin) | 3:25     |  |
| 42:13 |                                             |          |  |